# Mbacang Racun
Mbacang Racun is een bestuurslaag in het regentschap Aceh Tenggara van de provincie Atjeh, Indonesië. Mbacang Racun telt 272 inwoners (volkstelling 2010).